# Energy Reports
Energy Reports ist eine jährlich erscheinende, begutachtete wissenschaftliche Fachzeitschrift mit thematischem Schwerpunkt Energieforschung, die von Elsevier nach dem Open-Access-Modell herausgegeben wird. Chefredakteur ist Annamaria Buonomano. Die Zeitschrift wird seit 2015 herausgegeben.
Der Impact Factor lag im Jahr 2018 bei 3,830; 2020 bei 3,595; 2021 bei 6,870.